# رزو گاوتادزه
رزو گاوتادزه (روسی: Резо Давидович Гавтадзе؛ زادهٔ ۱۱ ژوئیهٔ ۱۹۹۵) یک بازیکن فوتبال اهل روسیه است.
از باشگاه‌هایی که در آن بازی کرده‌است می‌توان به باشگاه فوتبال اورال یکاترینبورگ اشاره کرد.